# S.C. Michela Fanini
El S.C. Michela Fanini (Código UCI: MIC) es un equipo ciclista femenino de Italia de categoría amateur.

## Material ciclista
El equipo utiliza bicicletas Lombardo y componentes 

## Clasificaciones UCI
Las clasificaciones del equipo y de su ciclista más destacado son las siguientes:
| Temporada | Clasificación por equipos | Mejor corredor | Posición |
| 2016      | 25.º                      | Edwige Pitel   | 74.º     |
| 2017      | 35.º                      | Mónika Király  | 136.º    |

## Palmarés
Para años anteriores véase: Palmarés del S.C. Michela Fanini.

### Palmarés 2019

#### UCI WorldTour 2019
| Fechas | Carreras | Ganadora |
|        |          |          |

#### Calendario UCI Femenino 2019
| Fechas     | Carreras                                    | Ganadora        |
| 18 de mayo | 1.ª etapa del Tour Femenino de Venezuela II | Lilibeth Chacón |
| 19 de mayo | Tour Femenino de Venezuela II               | Lilibeth Chacón |

#### Campeonatos nacionales
| Fechas | Carreras | Ganadora |
|        |          |          |

## Plantillas
Para años anteriores, véase Plantillas del S.C. Michela Fanini

### Plantilla 2018
| Integrantes del equipo 2018 | Integrantes del equipo 2018 | Integrantes del equipo 2018                 | Integrantes del equipo 2018 |
| Corredor                    | Fecha de nacimiento         | Equipo previo                               |                             |
| --------------------------- | --------------------------- | ------------------------------------------- | --------------------------- |
| Francesca Balducci          | 1 de mayo de 1996           |                                             |                             |
| Sara Barbieri               | 29 de junio de 1991         | Giusfredi-Bianchi (2017)                    |                             |
| Anna Ceoloni                | 8 de octubre de 1991        | Servetto Footon (2016)                      |                             |
| Lilibeth Chacón             | 1 de marzo de 1992          | Cycling Girls Team (2017)                   |                             |
| Alessia dal Magro           | 21 de agosto de 1998        |                                             |                             |
| Elisa Dalla Valle           | 16 de enero de 1998         |                                             |                             |
| Leonora Geppi               | 9 de diciembre de 1999      |                                             |                             |
| Mónika Király               | 10 de noviembre de 1983     |                                             |                             |
| Greta Marturano             | 14 de junio de 1998         | Still Bike Team A.S. Dilettantistica (2017) |                             |
| Olga Shekel                 | 28 de mayo de 1994          | Bizkaia-Durango (2016)                      |                             |
| Yevheniya Vysotska          | 11 de diciembre de 1975     | Conceria Zabri-Fanini-Guerciotti (2017)     |                             |
|                             |                             |                                             |                             |
| Fuente: UCI                 |                             |                                             |                             |